# Batería de cinc-aire
La batería de zinc-aire (no recargables), y la pila de combustible de zinc-aire (mecánicamente recargables) son baterías de metal-aire potenciadas mediante la oxidación del zinc con el oxígeno del aire. Estas baterías tienen altas densidades de energía y son relativamente baratas de producir. Los tamaños varían desde las muy pequeñas pilas de botón de los audífonos, baterías más grandes utilizadas en videocámaras que utilizaban previamente pilas de mercurio, a baterías muy grandes usadas por los vehículos eléctricos.
Durante la descarga, una masa de partículas de zinc forma un ánodo poroso, que está saturado con un electrolito. El oxígeno del aire reacciona en el cátodo y forma iones hidroxilo que migran a la pasta de zinc y forman cincato (Zn(OH)2−
4), liberando electrones para viajar al cátodo. El cincato se desintegra en óxido de cinc y el agua vuelve al electrolito. El agua y el hidroxilo del ánodo se reciclan en el cátodo, por lo que no se consume agua. Las reacciones producen unos teóricos 1,65 voltios, pero esto se reduce de 1,35 a 1,4 V en las células disponibles.
Las baterías de cinc-aire tienen algunas propiedades de las células de combustible, así como de las baterías: el zinc es el combustible, la velocidad de reacción se puede controlar variando el flujo de aire, y la pasta cinc oxidado / electrolito se puede sustituir con pasta fresca.
Las baterías de cinc-aire pueden ser utilizadas para reemplazar a las ahora discontinuadas baterías de mercurio de 1,35 V (aunque con una vida útil significativamente más corta), que en la década de 1970 hasta la década de 1980 fueron de uso común en las cámaras fotográficas.
Las posibles aplicaciones futuras de esta batería incluyen su despliegue como batería del vehículo eléctrico y como sistema de almacenamiento de energía a nivel de red eléctrica.

## Fórmulas de reacción

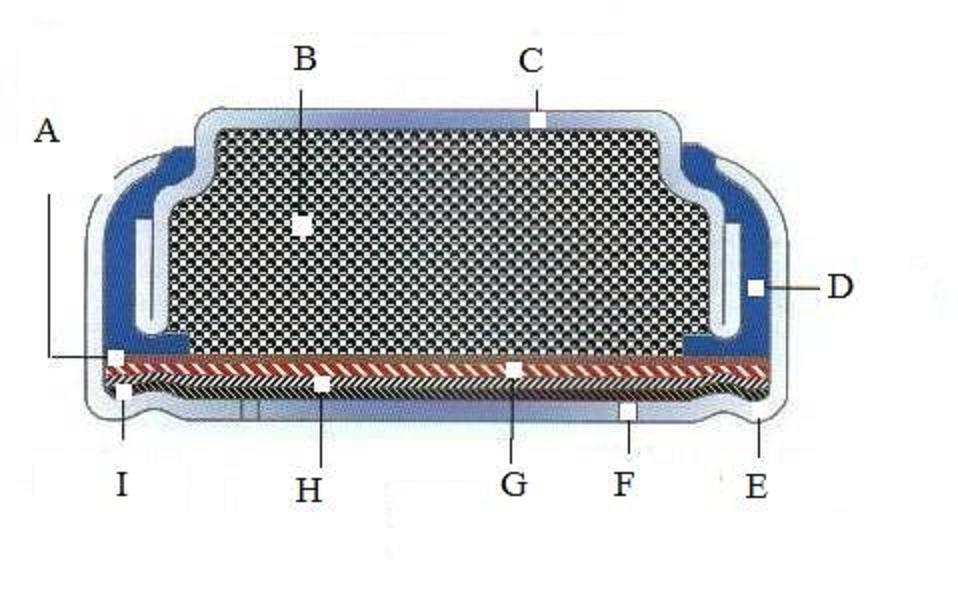
Sección transversal de una celda de botón de zinc-aire. A:Separador, B: zinc powder anode and electrolyte, C: anode can, D: insulator gasket, E: cathode can,F: air hole, G: cathode catalyst and current collector, H:air distribution layer, I: Semi permeable membrane

Aquí están las ecuaciones químicas de la célula de zinc-aire:
Ánodo: Zn + 4OH
– → Zn(OH)2–
4 + 2e- (E0 = －1.25 V)
Fluido: Zn(OH)2–
4 → ZnO + H
2O + 2OH−

Cátodo: 1/2 O
2 + H
2O + 2e- → 2OH−
 (E0 = 0.34 V pH＝11)